# Юхарин, Яков Матвеевич
Яков Матвеевич Юхарин (1802 — 12 апреля 1865) — вице-адмирал русского императорского флота, герой покорения Кавказа и Крымской войны.

## Биография
Яков Матвеевич Юхарин родился в 1802 году, младший брат адмирала Павла Матвеевича Юхарина. В 1814 году поступил в Морской кадетский корпус, в 1817 году был произведён в гардемарины и в 1820 году — в мичманы. 
В 1821 году крейсировал в Балтийском море, в 1823 году на транспорте «Кетти» участвовал в экспедиции по описи Белого моря и в 1827 году в чине лейтенанта флота определён был к Морскому корпусу. 
В 1835 году в чине капитан-лейтенанта плавал на корабле «Император Пётр I» с десантными войсками от Кронштадта до Данцига, а с 1837 по 1844 годы крейсировал в Балтийском море. 
В 1844 году Юхарин был произведён за отличие в капитаны 2-го ранга и командовал отрядом фрегатов, плавая с гардемаринами в Балтийском море, а в 1846 году был произведён за отличие в капитаны 1-го ранга и переведён в Черноморский флот, где командовал бомбардирским судном «Перун», плавая у Абхазских берегов. 
В 1847 году Юхарин был назначен в Николаев командиром 2-го учебного морского экипажа и заведующим Николаевским флотским училищем. Награждённый в том же году орденом Святого Георгия 4-й степени за выслугу 25 лет в офицерских чинах, а в следующем году — орденом Святой Анны 2-й степени, он в 1852 году был назначен командиром школы флотских юнкеров и награждён орденом Святого Владимира 3-й степени. 
В 1853 году Юхарин был назначен почётным попечителем частного мужского пансиона в Николаеве и в 1854 году — командиром батареи № 1, устроенной для защиты Николаева. В том же году на шхуне «Опыт» Юхарин командовал отрядом судов, защищавших Николаев от англо-французов, и в 1855 году в чине контр-адмирала командовал морскими батальонами, сформированными из рекрутских запасных рот, а затем заведовал всеми перевязочными пунктами в окрестностях Николаева. 
В 1857 году Юхарин был назначен состоять при черноморской гребной флотилии, в 1861 году был награждён орденом Святого Станислава 1-й степени и 1 января 1864 года был произведён в вице-адмиралы. 
Яков Матвеевич Юхарин умер 12 апреля 1865 года.

## Награды
- Орден Святого Владимира 4-й степени (05.12.1838)
- Орден Святого Станислава 2-й степени (16.04.1841)
- Императорская корона к ордену Святого Станислава 2-й степени (23.06.1843)
- Орден Святого Георгия 4-й степени (01.01.1847)
- Орден Святой Анны 2-й степени (03.12.1848)
- Императорская корона к ордену Святой Анны 2-й степени (05.12.1850)
- Орден Святого Владимира 3-й степени (1852)
- Орден Святого Станислава 1-й степени (1861)